# 루이스 미라몬테스

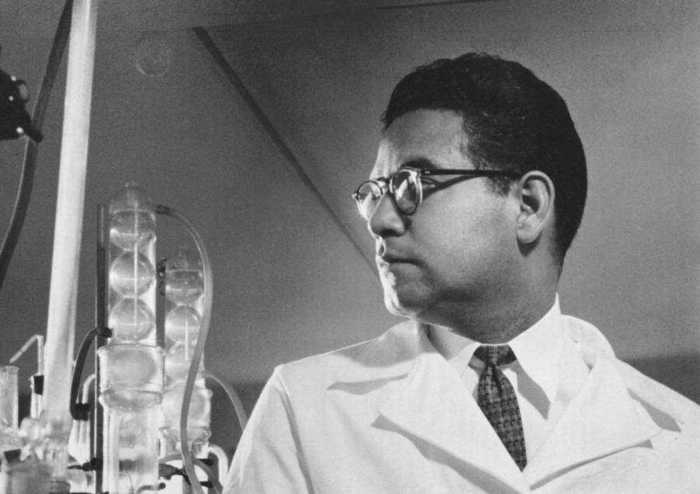
루이스 E. 미라몬테스 (1953년 경)

루이스 미라몬테스(Luis Ernesto Miramontes Cárdenas, 1925년 3월 16일 ~ 2004년 9월 13일)는 멕시코의 화학자로, 경구 피임약을 발명했다.